# Erlaufboden (Gemeinde Annaberg, Mitterbach)
Erlaufboden ist eine Streusiedlung, die hauptsächlich in der Katastralgemeinde Langseitenrotte der Gemeinde Annaberg in Niederösterreich liegt.

## Geografie
Die Streusiedlung befindet sich westlich des Hauptortes Annaberg im Tal der Erlauf. Von der Mariazeller Straße B20 aus ist Erlaufboden über die Landesstraße L5022 erreichbar. Der westliche Teil von Erlaufboden gehört zu Mitterbach am Erlaufsee (KG Mitterbachseerotte, Nr. 19321) und ein Gebäude  liegt in Puchenstuben (KG Puchenstuben, Nr. 22124).

## Geschichte
Laut Adressbuch von Österreich war im Jahr 1938 in Erlaufboden ein Gastwirt ansässig.
Zudem gibt es beim Ort das Kraftwerk Erlaufboden.